# 阿图尔·尤苏波夫
阿图尔·尤苏波夫（俄语：Арту́р Маякович Юсу́пов，1960年1月13日—），俄裔德籍国际象棋棋手、特级大师，也是一位国际象棋作家。
尤苏波夫于1977年成为国际象棋世界青年冠军，并获得国际大师称号。1980年晋升为特级大师。他曾于1986年、1989年、1992年三度闯入世界冠军候选人赛半决赛。1990年代初他赴德国定居。此后，他于1996年、2005年两度夺得德国国际象棋全国冠军。